# 한국펫사료협회
한국펫사료협회는 반려동물 사업자의 품위보전, 상호협력의 증진과 권익 옹호도모 및 반려동물사료업과 관련된 제도, 제조기술, 유통질서를 개선함으로써 반려동물사료산업의 육성발전에 공헌을 목적으로 2011년 12월 27일 설립 허가된 대한민국 농림수산식품부 소관의 사단법인이다. 사무실은 경기도 하남시 덕풍동 833-1 현대지식산업센터한강미사 A동 3층 35호에 있다.

## 주요(연혁)사업
- 2003년 2월 19일 "한국펫산업협회" 협회 창립
- 2003년 9월 19일~21일 서울무역전시장에서 KOPET2003 개최
- 2004년 11월 19일~21일 서울무역전시장에서 KOPET2004 개최
- 2004년 11월 19일~21일 2004 펫보유실태 및 소비자구매행태조사
- 2004년 12월 17일 산업자원부 사단법인 설립허가 (한국펫산업협회)
- 2005년 1월 25 서울중앙지방법원 상업등기소에 사단법인 설립등기
- 2005년 7월 제1차 유기견보호시설 후원사업 시행
- 2005년 11월 4일~6일 코엑스에서 KOPET2005 개최
- 2006년 10월 20일~22일 서울무역전시컨벤션센터에서 KOPET2006 개최
- 2008년 4월 25일~27일 aT센터에서 KOPET2008 개최
- 2008년 9월 26일 ~ 28일 대구 EXCO에서 제2회 대구애견엑스포 개최
- 2009년 5월 15일 ~ 17일 서울무역전시컨벤션센터에서 KOPET2009 개최
- 2009년 10월 24일 제1회 행복한 입양이야기 개최, 이후 2012년 박람회까지 매년 개최
- 2009년 11월 21일 ~ 22일 대구 EXCO에서 제3회 대구애견엑스포 개최
- 2010년 4월 17일 ~ 18일 대구 EXCO에서 제4회 대구애완동물용품전 개최
- 2011년 4월 23일 ~ 24일 대구 EXCO에서 제5회 대구애완동물용품전 개최
- 2011년 11월 18일 ~20일 서울 aT센터(양재동) KOPET2011 개최
- 2011년 12월 27일 농림수산식품부 설립허가
- 2011년 12월 30일 사단법인 한국펫사료협회로 법인설립
- 2012년 5월 5일 ~ 06일 대구 EXCO에서 제6회 대구애완동물용품전 개최
- 2012년 9월 ~ 유기견 보호소 입양 후 교육을 실시
- 2012년 11월 23일 ~ 25일 서울 aT센터(양재동) KOPET2012 개최
- 2013년 11월 1일 ~ 03일 제1회 “K-PET FAIR”(대한민국펫산업박람회) KINTEX에서 개최
- 2014년 4월 12일 ~ 13일 제2회 “K-PET FAIR”(대한민국펫산업박람회) SETEC에서 개최
- 2014년 11월 07 ~ 09일 제3회 “K-PET FAIR”(대한민국펫산업박람회) KINTEX에서 개최